# Lhorong
Lhorong lub Luolong (tyb. ལྷོ་རོང་རྫོང་།, Wylie: lho rong rdzong, ZWPY: Lhorong Zong; chiń. upr. 洛隆县; pinyin Luòlóng Xiàn) – powiat we wschodniej części  Tybetańskiego Regionu Autonomicznego, w prefekturze Qamdo. W 1999 roku powiat liczył 39 280 mieszkańców.